# NK Hodošan
NK Budućnost je bio nogometni klub iz Hodošana. Osnovan je početkom kolovoza 1965. godine. NK Budućnost je izbrisan iz registra 19. svibnja 2006., a na njegovim temeljima osnovan je NK Hodošan. Dresovi su im bili plavo-bijele boje.
Povijest natjecanja po sezonama:
- 1993/94. - Druga HNL "Sjever", 16./16
- 1994/95. - Druga HNL "Sjever", 6./16
- 1995/96. - ?
- 1996/97. - Druga HNL "Sjever", 1./16
- 1997/98. - Druga HNL "Sjever", 2./16
- 1998/99. - Druga HNL, 16./19 (ispali)
- 2010/11. - Treća Međimurska istok, 1./12
- 2011/12. - Druga Međimurska istok, polusezona 2./14

```
 2011/12. - Druga Međimurska istok , 2./14
```